# 구와하라 가이토
구와하라 가이토(일본어: 桑原 海人, 2000년 10월 5일~)는 일본의 축구 선수이다.

## 구단 경력
그는 2019년 J2리그의 아비스파 후쿠오카에 입단했다. 2020년 J2리그 준우승으로 J1리그로 승격했다. 2021년 8월 J2리그의 레노파 야마구치 FC로 이적했다. 2023년 일본 풋볼 리그의 스즈카 포인트 게터스(아틀레티코 스즈카)로 이적했다.